# Tama (Iowa)
Tama és una població dels Estats Units a l'estat d'Iowa. Segons el cens del 2000 tenia 2.731 habitants.

## Demografia
Segons el cens del 2000, Tama tenia 2.731 habitants, 1.065 habitatges, i 723 famílies. La densitat de població era de 349,2 habitants/km².
Dels 1.065 habitatges en un 33,2% hi vivien nens de menys de 18 anys, en un 51,6% hi vivien parelles casades, en un 12,5% dones solteres, i en un 32,1% no eren unitats familiars. En el 28,1% dels habitatges hi vivien persones soles el 16,5% de les quals corresponia a persones de 65 anys o més que vivien soles. El nombre mitjà de persones vivint en cada habitatge era de 2,51 i el nombre mitjà de persones que vivien en cada família era de 3,08.
Per edats la població es repartia de la següent manera: un 27,4% tenia menys de 18 anys, un 8,1% entre 18 i 24, un 25% entre 25 i 44, un 20,7% de 45 a 60 i un 18,8% 65 anys o més.
L'edat mediana era de 37 anys. Per cada 100 dones de 18 o més anys hi havia 82,4 homes.
La renda mediana per habitatge era de 35.531 $ i la renda mediana per família de 43.750 $. Els homes tenien una renda mediana de 33.672 $ mentre que les dones 22.237 $. La renda per capita de la població era de 16.676 $. Entorn del 8,8% de les famílies i el 12,3% de la població estaven per davall del llindar de pobresa.

## Poblacions més properes
El següent diagrama mostra les poblacions més properes.